# شركة حديد
الشركة السعودية للحديد والصلب (حديد) هي شركة تصنيع مملوكة بالكامل لصندوق الاستثمارات العامة، وانتقلت ملكية الشركة إلى الصندوق من شركة سابك في سبتمبر 2023م. وتعد حديد أول مصانع سابك بالمملكة العربية السعودية  حيث بدأت تصنيع وإنتاج حديد التسليح عام 1983، تمتلك الشركة 6 خطوط إنتاج بطاقه إنتاجية سنويه ما يقارب 6 ملايين طن حديد (2 خطوط إنتاج مسطحات الصلب ) (4 خطوط إنتاج حديد التسليح).
ينتسب للشركة أكثر من 4000 موظف أغلبهم سعوديي الجنسية.
و وتعد حديد من أكبر شركات الصلب في منطقة الشرق الأوسط وأفريقيا، وتورد منتجات الصلب للأسواق المحلية والإقليمية في فئتين رئيستين هما المنتجات الطويلة والمنتجات المسطحة.

## التاريخ
- تأسست شركة حديد عام 1979م، وبدأت الإنتاج عام 1983م بإنتاج أسياخ وقضبان التسليح ولفات الأسلاك والمقاطع الحديدية ومسطحات الصلب.
- في عام 2000م بدأت حديد بإنتاج مسطحات الصلب، وشهدت توسعة جديدة رفعت طاقتها الإنتاجية من منتجات الصلب الطويلة والمسطحة.[5]
- بلغت القدرة الإنتاجية للشركة 5.2 مليون طن في 2022، ونمت إيراداتها 20% في عام 2022 إلى 15.4 مليار ريال، وارتفعت الأرباح 60% في عام 2022 إلى 360 مليون ريال.[6]
- في سبتمبر 2023م استحوذت شركة حديد على أسهم شركة الراجحي للصناعات الحديدية (حديد الراجحي) بنسبة 100%، من شركة محمد عبد العزيز الراجحي وأولاده للاستثمار (الراجحي للاستثمار)، وذلك بمقابل زيادة رأس المال والاكتتاب بحصص جديدة في شركة حديد.[7]
- في سبتمبر 2023م أعلنت الشركة السعودية للصناعات الأساسية "سابك"، توقيع اتفاقية لبيع كامل حصتها في الشركة السعودية للحديد والصلب (حديد)، المملوكة لها بالكامل، إلى صندوق الاستثمارات العامة بقيمة إجمالية 12.5 مليار ريال (3.3 مليار دولار).[8]

## وصلات خارجية
- الموقع الرسمي